# Claudette Soares
Claudette Colbert Soares, conosciuta come Claudette Soares (Rio de Janeiro, 31 ottobre 1937), è una cantante brasiliana.

## Biografia

### Gli inizi
La Soares fu battezzata Claudette Colbert per volere del padre, grande ammiratore dell’attrice francese naturalizzata americana. La cantante esordì giovanissima partecipando allo spettacolo radiofonico A raia miúda, ripreso in diretta dal Teatro João Caetano di Rio de Janeiro e trasmesso da Rádio Nacional, e poi lavorò per diverse emittenti radio fra le quali Rádio Tupi nella trasmissione Salve o baião insieme a Luiz Gonzaga da cui ricevette il titolo di Princesinha do Baião.

### La carriera artistica
Alla fine del 1957 la cantante si esibiva all’Hotel Plaza della città carioca, supportata da un gruppo musicale in cui suonavano il pianista Luiz Eça,il contrabbassista Ed Lincoln, il chitarrista Paulo Ney – successivamente sostituito da João Donato alla fisarmonica – e il batterista Milton Banana. Il contatto con l’ambiente, i musicisti e i frequentatori la indusse ad abbandonare il precedente stile baião per imboccare una strada innovativa. Nel 1960 fu accanto a diversi cantanti e strumentisti di bossa nova – Elza Soares, Nara Leão, Normando Santos, Roberto Menescal, Chico Feitosa, Carlos Lyra, Alaíde Costa, João Gilberto e la moglie Astrud, oltre a Johnny Alf e Norma Bengell – nello spettacolo A noite do amor, do sorriso e da flor organizzato da Ronaldo Bôscoli presso la Facoltà di Architettura di Rio. Nel 1963 registrò il successo di Tom Jobim e Vinícius de Moraes Garota de Ipanema. Nonostante fosse una cantante di lungo corso, non aveva ancora avuto l’opportunità di incidere e perciò due anni più tardi lasciò Rio trasferendosi a San Paolo. Nella nuova città conquistò i favori del pubblico cantando al Juão Sebastião e all’Ela, Cravo e Canela; e nel 1964, fu sul palco del teatro Paramount di San Paolo per partecipare allo spettacolo O fino da bossa, a fianco di nomi di richiamo della bossa nova – alcuni paulisti di nascita o di adozione come Alaíde Costa, Walter Wanderley, Paulinho Nogueira, lo Zimbo Trio, e altri provenienti dalla scena musicale di Rio de Janeiro, fra di essi Nara Leão, Marcos Valle, Wanda Sá,  Jorge Ben, Rosinha de Valença, Os Cariocas. Il trasferimento le diede l’occasione di incidere Claudette é dona da bossa, nel quale risaltano Garota de Ipanema e Tristez de nós dois, e l’anno dopo Claudette Soares, disco nel quale spiccava Primavera, composta da Carlos Lyra e Vinícius de Moraes. Nel 1966 la coppia Mièle-Bôscoli diresse nel locale Rui Bar Bossa e in seguito nel Teatro Princesa Isabel lo spettacolo Primeiro tempo 5 x 0, con la partecipazione di Claudette Soares, esibizioni da cui venne ricavato l’omonimo LP; premiata con il Troféu Euterpe in qualità di migliore cantante dell’anno, la Soares interpretò Chorar e cantar di Vera Brasil e Silvan Castelo Neto al I Festival Internacional da Canção tenutosi a Rio de Janeiro. È dell’anno seguente la sua esecuzione di Como è grande o amor por você, nella trasmissione Jovem Guarda, poi in un disco del 1968 interpretò composizioni di Chico Buarque, Gilberto Gil e Caetano Veloso. Il suo LP Que não è a maior tem que ser a melhor venne pubblicato nel 1969, e l’anno dopo l’artista era sul palco per cantare Mundo novo, vida nova, composto da Gonzaguinha.
Come nel decennio precedente, anche negli anni settanta Claudette Soares alternò registrazioni ed esibizioni dal vivo. Nel 1971 fu nello spettacolo Fica combinado assim, e lo stesso anno la vide nella hit parade per 56 settimane di seguito con la canzone De tanto amor, motivo ripreso in un LP inciso quell’anno. Alla fine del decennio concretizzò il progetto di incidere assieme a Dick Farney, ma la morte del partner musicale interruppe il programma dopo la registrazione di soli due dischi. Dopo una pausa durata più di dieci anni, Claudette Soares tornò sulle scene partecipando agli spettacoli Nova leitura del 1991, Não há mulheres iguais dell’anno dopo, Claudette Soares interpreta Vinícius del 1993, Claudette en-canta Taiguara: Geração 70 con l’orchestra d’archi “Cellos em Sampa”.
Il 2000, nel quale la cantante festeggiava i cinquant’anni della carriera, vide la pubblicazione di un CD registrato dal vivo al locale carioca Mistura Fina intitolato Claudette Soares ao vivo, al quale partecipavano Roberto Menescal, Cláudia Telles, Lucinha Lins, Regininha, Daniel Gonzaga, Paulinho da Viola, Fábio Júnior, Fafá de Belém. Nello stesso locale Claudette Soares lanciò l’LP Claudette Soares & Leandro Braga. Fu poi la volta, nel 2003, dello spettacolo Pano de fundo, con Marco Tommaso al piano e Chico Costa al sax. Dopo due anni si presentò sul palcoscenico per delle rassegne dei suoi successi, nel 2008 fu la volta della compilation A bossa sexy de Claudette Soares, a cui seguì A bossa sexy e romântica de Claudette Soares tre anni dopo. A dona da bossa fu nel 2012 il titolo del CD che conteneva Abre alas, composta da Ivan Lins e Vitor Martins, Samba com pressa, di Rosas Passos e Fernando Oliveira, Baião, di Luiz Gonzaga e Humberto Teixeira, Sambou, sambou, di João Donato e João Mello, Mascarada di Zé Keti e Elton Medeiros, Oba La La di  João Gilberto, O cravo brigou com a rosa/Carolina Carol Bela, di Jorge Ben, Que maravilha di Ben e Toquinho, Mancada, di Gilberto Gil, Samba só, di Walter Santos e Tereza Souza, O que eu gosto de você, di Sílvio César, Mar amar, di Roberto Menescal e Ronaldo Bôscoli, Fato consumado, di Djavan. Nel 2014 venne pubblicato un DVD registrato nel centro culturale Memorial da América Latina di San Paolo, nel quale la Soares interpretava composizioni di Johnny Alf, Vinícius, Menescal, Gonzaguinha, Jobim e altri. MPB A alma do Brasil venne prodotto dall’Istituto Cravo Albin e da Marcio Gomes nel 2016. Due anni dopo, all’età di ottant’anni, fu protagonista in uno spettacolo nella sala Baden Powell di Rio assieme al cantante Ayrton Montarroyos, nel quale le due voci interpretavano successi brasiliani. I suoi album recenti hanno ripercorso i vari stadi musicali della cantante: baião, bossa nova, tropicalismo e música popular brasileira in generale.

## Discografia

### LP
- 1964 – A dona da bossa • Mocambo
- 1966 – Primeiro tempo 5 x 0 • Philips • LP
- 1967 – Claudette Soares • Philips • LP
- 1968 – Gil, Chico e Veloso por Claudette • Philips • LP
- 1969 – Quem não é a maior tem que ser a melhor • Philips • LP
- 1969 – Claudette Soares • Philips • LP
- 1970 – Claudette noº 3 • Philips • LP
- 1971 – De tanto amor • Philips • LP
- 1974 – Você • EMI-Odeon • LP
- 1975 – Corpo e alma • EMI-Odeon • LP
- 1976 – Fiz do amor meu canto • EMI-Odeon • LP
- 1976 – Tudo isso é amor (Dick Farney e Claudette Soares) • EMI-Odeon
- 1977 – Tudo isso é amor vol. 2 (Dick Farney e Claudette Soares) • EMI-Odeon

### CD
- 1995 – Vida real • Imagem/Movieplay • CD
- 2000 – Claudette Soares ao vivo • Som Livre • CD
- 2002 – Claudette Soares & Leandro Braga (Claudette Soares e Leandro Braga) • CID • CD
- 2008 – A bossa sexy de Claudette Soares – compilation - CD
- 2012 – A dona da bossa – CD

### Partecipazioni
- 1960 – Nova geração em ritmo de samba (artisti vari) • Copacabana • LP
- 1966 – Festival dos Festivais (artisti vari) • Philips • LP
- 1967 – I Festival Universitário (artisti vari) • Philips • LP
- 1968 – I Bienal do Samba (artisti vari) • Philips • LP
- 1969 – II Festival Universitário (artisti vari) • Philips • LP
- 1970 – Assim na terra como no céu (artisti vari) • Philips • LP
- 1970 – Pigmalião 70 (artisti vari) • Philips
- 1972  – Os maiores sambas-enredo de todos os tempos vol. 2 (artisti vari) • Phonogram • LP
- 1972 – Tempo de viver (artisti vari) • Phonogram • LP
- 1974 – A paulistana (artisti vari) • Evento
- 1975 – Bossa nova, sua história, sua gente (artisti vari) • Philips • LP
- 1976 – A música de Roberto Carlos (artisti vari) • PolyGram • LP
- 1990 – Eu sei que vou te amar: A música de Vinicius de Moraes (artisti vari) • EMI-Odeon • LP
- 1994 – O fino da bossa (artisti vari) • Velas • CD
- 1994 – Chega de saudade: The best of bossa nova (artisti vari) • EMI-Odeon • CD
- 1996 – Bossa nova volume 1: o amor (artisti vari) • Albatroz • CD
- 1996 – Bossa nova volume 2: o sorriso (artisti vari) • Albatroz • CD
- 1996 – Bossa nova volume 3: a flor (artisti vari) • Albatroz • CD
- 1996 – Tempos da bossa nova (artisti vari) • Ventura Music • CD
- 1997 – Casa da bossa (artisti vari) • PolyGram • CD[9]